# 公职追放
公职追放（日语：／ Kōshoku tsuihō），为第二次世界大战日本投降后，駐日盟軍總司令部（GHQ）在盟軍佔領時期发出的剥夺公职政策，要求将战犯及军国主义倾向者等从政府机构、企业、事业单位等的要职中驱逐（“追放”）。随着朝鲜战争的爆发以及国际形势的变化，GHQ也逐渐修改、缩小清洗的范围（“追放解除”），直至1952年彻底废除“公职追放”令。

## 概述
1946年（昭和21年）1月4日，由GHQ签发的《关于褫夺不适合从事公务者的公职的文件》（“公務従事に適しない者の公職からの除去に関する件”）中，将下列人物列入剥夺公职名单中：
- 战犯；
- 原日本陆军及海军的职业军人；
- 超國家主義团体等的主要成员；
- 大政翼贊會等政治团体的主要领导者；
- 日本驻外金融机构及海外拓殖组织的职员；
- 日本在满洲、台湾、朝鲜等占领地的行政长官；
- 其他军国主义分子、超国家主义分子等。

基于上述文件，日本方面以敕令的形式，颁布了《關於禁止就职、退官、退职的敕令》（昭和21年勅令第109号），以指导具体的公职驱逐行动的执行。据此，日本方面将职场中的战犯、协助战争者，以及大政翼赞会、大日本武德會、护国同志会相关人员进行清洗。至当年2月底，被剥夺公职者已达1067人，包括5名时任阁僚和高级官吏、贵族院、众议院议员。次年發布了《關於禁止公职就职、退职等敕令》（昭和22年勅令第1号），将公职的范围扩大至战前以及战争期间的主要企业和军需企业的干部。受此影响，至1948年5月为止，超过二十万人被从公职中驱逐清洗。
为了确保公职剥夺的实行，政府对被剥夺了公职的相关人员的动向进行监视。
1947年3月，有关部门设立了“公职资格诉愿审查委员会”（“公職資格訴願審査委員会”），以处理公职被剥夺者的相关异议以及申诉。1948年3月该委员会曾被短暂废止，相关职能由内阁代替，1949年2月委员会又重新恢复运作。

## 影响
日本战前及战时的政经各界重要人物大多因禁制命令而被迫引退，大量职位由中间阶层取而代之，使得日本当时的政经各界普遍年轻化。但是在保守派的重要人物纷纷遭到急遽清洗后，工会等左派以及共产主义同情者随之在学校以及大众传媒等领域扩大了自己的影响。
另一方面，公职剥夺对于官僚阶层的清算相当不彻底。在法官等领域保守派人物依然把持着相当多的职位，其中曾利用《治安维持法》对进步思想进行镇压的法官们无一受到驱逐。而旧特别高等警察（“特高”）之中，更有不少摇身一变加入了战后成立的公安警察的行列。此外，虽然大批政界人士遭到驱逐，如有八成众议院议员被剥夺公职，但不少人通过推出世袭候選人或者秘书等代替自己改头换面重返政治（公职追放令虽然规定，被剥夺公职者自其被指定之日起10年内，禁止其三等亲内亲族及其配偶担任其职务；但民选公职不在此限制之列，因此可以利用这一点推出自己的亲人作为候選人）。
随着局势的发展，勞工運動日益壮大（如二・一总罢工等计划）、中国共产党取得了国共内战的胜利、朝鲜战争爆发等，GHQ改变了占领政策，公职剥夺指定者的范围逐渐改变成指向赤色分子，如日本共产党党员以及同情共黨者，此即所谓“赤色清洗”或“赤狩”。
1950年，随着和约将近，GHQ解除了对部分政治家和旧军人的禁制。1951年5月1日，作为占领政策调整的一环，駐日盟軍總司令李奇微將軍确认了日本政府对公职剥夺的缓和，以及解除禁制的权限。同年即有25万人解除了禁制。1952年，随着《舊金山和約》的签订，同时颁行《关于公职的〈關於禁止就职、退官、退职的敕令〉的废止的相关法律》（公職に関する就職禁止、退職等に関する勅令等の廃止に関する法律，1952年法律第94号），公职剥夺正式废止。此前随着对岡田啟介、宇垣一成、重光葵等原内阁成员的禁制解除，在94号文件颁布时依然处于被剥夺公职状态者只剩下岸信介等约5500人而已。

## 部分受剥夺公职者

### 政界
- 赤尾敏 - 右翼活动家，经翼赞选举而非推荐当选。1951年禁制解除后，任大日本愛國黨总裁。
- 赤城宗德 - 因为参加了护国同志会（日语：護国同志会）而于1946年1月遭到驱逐，1951年8月解除。其后历任农林大臣、官房长官、防卫厅长官等职。
- 池田成彬 - 三井合名理事、日本银行总裁、第一次近衛內閣大藏大臣，1945年被指定为甲级战犯嫌疑者。次年虽然解除了战犯嫌疑者指定，但被剥夺公职。1950年逝世时仍未解除禁制。
- 石井光次郎 - 众议院议员。战时任《朝日新聞》董事，后任众议院议员，1947年在商工大臣（日语：商工省）任内因为战时在《朝日新聞》的任职而遭到驱逐。1951年禁制解除后，曾任朝日放送社长，并重返政界，历任法務大臣、众議院議長。
- 石橋湛山 - 因为战前及战时主宰《東洋經濟新報社》的缘故，1947年在大藏大臣任内遭到驱逐。石桥在战争期间一贯对军部进行批评，因此有人认为对石桥的公职剥夺过于严厉；更有人猜测石桥是因为其反驻日盟总的立场而被吉田茂落井下石[3]。1951年禁制解除。1956年出任內閣總理大臣。
- 石原莞爾 - 旧陆军军人，策划了九一八事變。在远东国际军事法庭山形县酒田市巡回法庭开庭期间以重要参考人（日语：重要参考人）身份出庭。在庭审时远东国际军事法庭否定了石原的申辩，并且因为其抨击杜鲁门与麦克阿瑟，以及其身为军国主义者的理由，而于1948年1月遭到公职剥夺。次年1949年8月15日在禁制状态下逝世。
- 市川房枝 - 妇女活动家、参议院议员。因为曾任大日本言论报国会（日语：大日本言論報国会）理事，而于1947年被剥夺公职。1950年禁制解除。
- 植村甲午郎 - 农商务省（日语：農商務省 (日本)）官僚、企划院（日语：企画院）次长。负责制定《國家總動員法》制定。1947年在日本経済連合委員会会长内被剥夺公职。1951年禁制解除，恢复原职。
- 大達茂雄 - 小磯內閣时任内务大臣。1946年被剥夺公职。1952年禁制解除。后于第5次吉田內閣任文部大臣。
- 緒方竹虎 - 《朝日新聞》主笔。小磯内閣情报局总裁。1945年被指定为甲级战犯，后虽不予起诉，但于次年被剥夺公职。1951年解除。后于第5次吉田内閣任副总理。
- 小倉正恒 - 住友財閥第六代总领事、第2次近衛內閣国务大臣、第3次近衛內閣大藏大臣。1951年禁制解除。
- 唐澤俊樹 - 內務省警保局長、阿部内阁法制局长官、貴族院勅撰议员、東條內閣内務次官。参与了天皇机关说事件（日语：天皇機関説事件）以及对大本教的镇压；也有可能指挥了橫濱事件。1951年禁制解除，后任第1次岸內閣法相。
- 河野一郎 - 《朝日新聞》记者，后从政。1942年翼赞选举中非推薦候补当选。1945年参加组建日本自由党。第1次吉田內閣组成后不久即被剥夺公职。1951年禁制解除，后重新担任众议院议员、农林大臣。
- 涩泽敬三 - 日本银行总裁、幣原內閣大藏大臣。1946年被剥夺公职。1951年禁制解除。
- 膳桂之助 - 经济安定本部总务长官、物价厅长官。1947年在第1回参议院通常选举中当选参议员，但不久就被剥夺公职。1951年8月禁制解除，同年11月25日逝世。
- 灘尾弘吉 - 终战时任内务次官。1947年被剥夺公职。1951年禁制解除。后历任文部大臣、众议院议长。
- 羽田武嗣郎 - 《朝日新聞》记者，后从政。战争时参加了大政翼赞会。1952年禁制解除。其子羽田孜后来出任首相。
- 鳩山一郎 - 政治家。曾参与统帅权干犯干犯问题，导致了军部独大失控。1946年被剥夺公职。1951年禁制解除。1954年任首相。
- 東久邇稔彦 - 陆军大将、首相。1947年脱离皇籍，后与同样曾有从军经历的前皇族一并被剥夺公职。1952年禁制解除。
- 町田忠治 - 立憲民政黨总裁、农林大臣。战争时期为翼赞政治会（日语：翼賛政治会）顾问。1945年任日本進步黨总裁。1946年1月被剥夺公职，同年11月12日逝世。
- 松野鶴平 - 立憲政友會幹事长。米内内閣铁道大臣。1946年被剥夺公职，遂以三子松野赖三代替自己参加选区立候补。禁制期间为吉田茂的政治顾问。1951年禁制解除。次年经由参议院补欠选举重返政坛。后任参议院议长。
- 松本治一郎 - 政治家、部落解放运动活动家。1946年因在翼赞选举中作为推荐议员而被剥夺公职，曾经短暂解除禁制，但1949年因为作为参议院副议长却发表“反皇室”言论而被再度剥夺公职。1951年禁制解除，重新成为参议院议员。
- 三木武吉 - 報知新聞社社长。1942年在翼赞选举中作为非推荐立候补而当选。1945年参加建立日本自由党。次年大选后，三木本来已内定为参议院议长，但在第1次吉田内閣成立后立即被剥夺公职。1951年禁制解除，重新成为众议院议员、自由民主党总裁代行委员。
- 山崎严 - 東久邇宮內閣内务大臣，因为反对废止《治安维持法》而遭到罢免，同时被剥夺公职。1951年禁制解除。后任自治大臣。

### 财经界
- 石田礼助 - 三井物產代表董事。解除禁制后任日本國有鐵道总裁。
- 小平浪平 - 日立製作所社张。1951年6月解除禁制。
- 五島慶太 - 東京急行電鐵社长。东条内阁时为運輸通信大臣。1947年被剥夺公职。1951年禁制解除。
- 小林一三 - 阪急電鐵创立者。第2次近卫内阁商工大臣、幣原內閣国务大臣。1947年被剥夺公职。1951年禁制解除。后任東寶社长。
- 下中弥三郎 - 平凡社社长、大日本兴亚联盟职员，协助建立大政翼赞会。1951年禁制解除后重新出任平凡社社长。
- 田中正明 - 大日本兴亚同盟职员、松井石根访华时任随员。复员后任南信时事新闻总编辑。1949年被剥夺公职。
- 堤康次郎 - 西武集团（日语：西武グループ）创始人、众议院议员。1946年被剥夺公职。1951年禁制解除。次年在众议院大选中复出。后任众议院议长。
- 松下幸之助 - 松下電器社长。1946年被剥夺公职，但在松下电器与驻日盟总交涉后，于次年禁制解除。

### 教育界
- 大河内正敏 - 贵族院议员、理化学研究所第三代所长。1945年作为甲级战犯而被收监。1946年被剥夺公职，1951年8月6日禁制解除。
- 板泽武雄 - 历史学者，专注于日本近代史以及日荷贸易史。原東京帝国大学教授、法政大学教授。1948年1月被剥夺公职。1952年在法政大学任教授。
- 小野清一郎 - 東京大学法学部教授，专注于刑法方面。1946年被剥夺公职，1951年禁制解除。
- 紀平正美 - 学习院教授。因为曾在国民精神文化研究所任职而被剥夺公职，未及解除禁制即于1949年逝世。
- 木村秀政 - 東京大学教授，专注于航空力学。因为在战时参与开发军用飞机而被剥夺公职。日本大学教授（後に名誉教授）。
- 杉靖三郎 - 1928年毕业于東京帝国大学医学部，在桥田邦彦的指导下专注于电生理学方面的研究。因其赞同发展“日本的科学”而于1941年担任国民精神文化研究所文化部主任。1947年3月被剥夺公职。1951年8月禁制解除。1946-1951年 间任医学书院总编辑，1952-1969年于東京教育大学任教授。在战后，活跃于性教育以及大众医学知识等领域。
- 西田直二郎 - 历史学家，以倡导“文化史学”“文化史观”而为人所知。其政治主张和思想相当保守，在滝川事件后就任新闻部长，对当时新闻部内高涨的自由主义倾向进行回击。在战时于国民精神文化研究所任所员，以鼓励国民战争意志，也因为这一段经历而在战后被剥夺公职。
- 西谷啓治 - 哲学家、宗教哲学研究者，属于所谓京都学派。被剥夺公职，曾获颁京都大学文学部名誉教授、文化功劳者等荣誉。
- 平泉澄 - 理事学家、東京帝国大学教授，皇国史观的权威人物。其门生被称为平泉学派。1948年被剥夺公职，1952年禁制解除。
- 松前重義 - 東海大學创始人。战时为大政翼赞会总务部长，后任遞信省工务局长。1946年被剥夺公职，1950年禁制解除。
- 宮川米次 - 医学家、病理学家、細菌学家，医学博士，東京大学名誉教授。曾任東京帝国大学传染病研究所所长。被剥夺公职，后解除。
- 八木秀次 - 电气工程学家、八木天线共同开发者。战时任内阁技术院总裁。1946年任大阪帝国大学总长，不久即被剥夺公职。禁制期间任日本业余无线联盟会长，还兼任国有铁道审议会委员、日本學術會議会员、科学技术行政协议会委员、电气通信省（日语：電気通信省）运营审议会委员、日本工业标准调查会委员、外资委员会委员。1951年禁制解除，同年入选为日本学士院会员[4]。
- 山田孝雄 - 日本国語学者、神宫皇学馆大学学长。1946年被剥夺公职，1951年禁制解除。

### 传媒界
- 伊豆富人 - 九州日日新闻社社长、众议院议员。
- 加藤谦一 - 讲谈社《少年倶乐部》总编辑。加藤为了预防被列入公职剥夺名单，而主动从讲坛社辞职。1947年创立学童社（名义上由其妻经营），发行《漫画少年》。1948年1月被正式剥夺公职[5]。加藤培育了手塚治虫等作者。
- 菊池宽 - 作家、大映社长。参与了内阁情报部的活动，倡导“文艺枪后运动”。1948年逝世，至死都未获解除禁制。
- 正力松太郎 - 讀賣新聞社长。1945年作为甲级战犯嫌疑人而被捕，收监于巢鴨監獄。后决定不予起诉，1947年获释，其后被剥夺公职。1951年禁制解除。
- 徳富苏峰 - 记者、思想家。1945年被列入为甲级战犯嫌疑人。其后被剥夺公职。1952年禁制解除。
- 前田久吉 - 《大阪新闻（日语：大阪新聞）》社长、《產經新聞》创刊者。战时致力于鼓舞战争士气。1946年被剥夺公职，1950年10月禁制解除。
- 松本重治 - 记者、财团法人“国际文化会馆”专务理事、美国学会会长。1947年被剥夺公职。

### 其他
- 岩本徹三 - 日本海军飞行员，有“最強零战驾驶员”之称。被剥夺公职后移居北海道务农。1952年禁制解除后，在益田大和纺织会社任职。
- 圆谷英二 - 電影導演、特效導演。因为其战时拍摄了用于军人教育用的“教材电影”以及宣传战争的“战争电影”、特攝片，而于1947年被剥夺公职，并离开东宝。1952年禁制解除后返回东宝。
- 原田大六 - 考古学家。复员后回老家福冈县前原町（今絲島市）的中学里担任代用教员（日语：代用教員）。但因为曾在中国大陆当憲兵而被剥夺公职。其后一直作为民间考古学者。
- 安冈正笃 - 思想家、大東亞省顾问。1952年禁制解除。
- 山岡莊八 - 作家。因为有战时从军经历而被剥夺公职。1950年禁制解除。

## 关联项目
- 波茨坦公告
- 赤色清洗，对日本共产党员及共产主义倾向者的清洗
- 去纳粹化，同盟国在战后德国实行的清洗